# Phyllomyza flavitarsis
Phyllomyza flavitarsis är en tvåvingeart som först beskrevs av Johann Wilhelm Meigen 1830.  Phyllomyza flavitarsis ingår i släktet Phyllomyza och familjen sprickflugor. Arten är reproducerande i Sverige. Inga underarter finns listade i Catalogue of Life.